# Erehof De Wijk
Erehof De Wijk is gelegen op de algemene begraafplaats van de Wijk in de Nederlandse provincie Drenthe. De erebegraafplaats bestaat uit één steen met daarop de volgende naam:
| Naam                  | Functie       | Onderdeel                 | Regiment                   | Overleden  | Leeftijd |
| --------------------- | ------------- | ------------------------- | -------------------------- | ---------- | -------- |
| Francis Graham Latham | Boordschutter | 466 (Australian) Squadron | Royal Australian Air Force | 05-05-1943 | 20       |

## Geschiedenis
Op 5 mei 1943 was een Wellington-bommenwerper, de HE530 van het 466e (Australische) Squadron, op missie richting Dortmund. Tijdens de vlucht werd deze aangevallen door een nachtjager, waarbij de stuurboordmotor werd geraakt en er brand uitbrak. De piloot L.F. James gaf opdracht om te springen. Het toestel stortte rond 1 uur 's nachts neer op het land van de heer Eelkman Rooda tussen de Wijk en Meppel. Eén bemanningslid, de boordschutter F.G. Latham, werd dood naast het neergestorte toestel gevonden en begraven op de algemene begraafplaats van de Wijk.
De overige bemanningsleden werden krijgsgevangen gemaakt.